# Niżni Nowy Przechód
Niżni Nowy Przechód (ok. 1780 m) – wąska przełączka w grani Kominów Zdziarskich w zachodniej części słowackich Tatr Bielskich, Znajduje się pomiędzy Nową Basztą na północy (ok. 1830 m), a granią Niżnych Kominów na południu. Rejon przełęczy porasta niska kosodrzewina. Na północny wschód do Doliny Hawraniej opada z  przełęczy Nowy Żleb, bezpośrednio pod przełęczą porośnięty kosodrzewiną. Po jego prawej stronie znajduje się drugi, mniejszy, również całkowicie zarośnięty kosodrzewiną żleb. Oddziela je grzęda, również zarośnięta kosodrzewiną. Stoki południowo-zachodnie opadają do Nowej Doliny.
Na przełęczy i w jej okolicy zachowały się resztki ogrodzenia utworzonego na zlecenie księcia Christiana Hohenlohego, który wykupił część Tatr w celach myśliwskich i tędy właśnie przebiegała granica jego posiadłości. Można tu jeszcze (zwłaszcza na górnej części zboczy Doliny Nowej) znaleźć zwoje drutu kolczastego i zwykłego, drewniane pale i inne pozostałości płotu.
Nazwę przełęczy nadał Władysław Cywiński w 4 tomie przewodnika Tatry. Przełęcz jest łatwo osiągalna z obydwu dolin. Przejście z Doliny Hawraniej wymaga jednak przedzierania się na najwyższym odcinku przez kosodrzewinę. Pierwsze opisane przejście od tej doliny na Niżni Nowy Przechód: Władysław Cywiński i Kazimierz Dawidek 26 września 1979 r. (0- w skali tatrzańskiej). Pierwsze przejście granią od Niżniego Nowego Przechodu na szczyt Nowego Wierchu: Vladimir Tatarka i Martin Pršo 21 października 1987 r..
Przełęcz znajduje się na zamkniętym dla turystów i taterników obszarze ochrony ścisłej Tatrzańskiego Parku Narodowego).

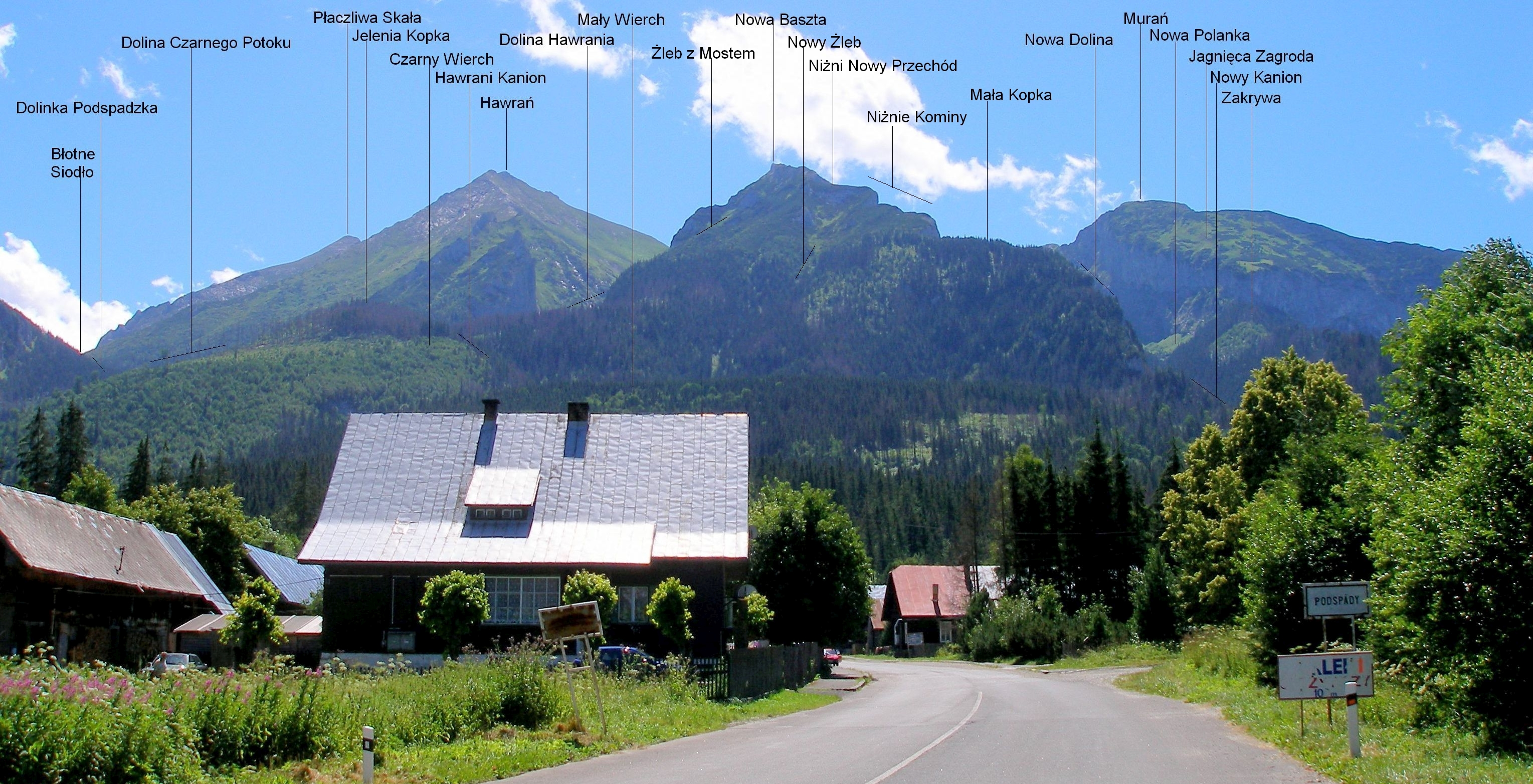
Widok z Podspadów